# Philipp Degen
Philipp Degen (15 de febrero de 1983) es un exfutbolista suizo. Se retiró en el FC Basel de la Super Liga de Suiza.

## Biografía
Nació en Liestal, Suiza, tiene un hermano gemelo David Degen que juega en uno de los equipos suizos de Basilea, el FC Basel. No está casado.

### Trayectoria
Desde 2005 juega en el equipo alemán de Borussia Dortmund, sin obtener grandes resultados, después de haber jugado diez años en el FC Basel. Ha jugado 12 veces con la selección suiza y fue convocado para el mundial de Alemania en el 2006.
El Liverpool FC de Rafael Benítez concretó el 20 de mayo del 2008 su fichaje oficial a su nuevo equipo.
El defensa llegará a Anfield el 1 de julio, cuando concluya su actual contrato con el club alemán.
El jugador, de 25 años, suplirá en el lateral derecho al español Álvaro Arbeloa tras su marcha al Real Madrid .
En la página oficial de Internet del club, Benítez subrayó que el nuevo zaguero de su equipo es «un jugador ofensivo con una gran energía y una mentalidad ganadora».
Además, el técnico madrileño subrayó que Degen «también ha jugado en la UEFA Champions League durante su estancia con el FC Basel y está acostumbrado al fútbol de alto nivel».
El 8 de agosto de 2010 fue cedido al VfB Stuttgart.

## Clubes
| Club              | País       | Año       |
| ----------------- | ---------- | --------- |
| FC Basel          | Suiza      | 2001-2005 |
| Borussia Dortmund | Alemania   | 2005-2008 |
| Liverpool FC      | Inglaterra | 2008-2010 |
| VfB Stuttgart     | Alemania   | 2010-2011 |
| FC Basel          | Suiza      | 2011-2016 |